# 난 모르겠네
"난 모르겠네"는 1980년에 개봉한 대한민국의 영화이다.

## 캐스팅
- 배연정
- 장고웅
- 김희갑
- 장혁
- 배일집
- 한주열
- 여정건
- 김한일
- 김하림
- 정동남
- 이은영
- 정희정
- 박예숙
- 김경란
- 최재호
- 백철민
- 라갑성
- 이백
- 현숙 (특별출연)